# 예브게니 미나예프
예브게니 가브릴로비치 미나예프(러시아어: Евгений Гаврилович Минаев, 1933년 5월 21일 ~ 1993년 12월 8일)는 소련의 역도 선수였다. 그는 1956년 멜버른 올림픽에서 페더급 은메달을 획득하고, 4년 후 로마 올림픽에서 금메달을 획득하였다.
미나예프는 소련 군부대에서 복무하는 동안 역도 훈련을 시작했다. 그의 생애 첫 대회였던 1956년 소련 선수권 대회때 미나예프는 용상에서 세계 기록을 세웠지만 4위에 머물렀다.
그러나 그는 1956년 올림픽 국가 대표로 선발되었고, 이삭 베르거에 밀려 은메달을 획득하였다. 그는 1958년과 1961년 세계 선수권 대회에서 베르거에게 졌지만, 1957년과 1962년 세계 선수권 대회, 로마 올림픽에서 베르거를 이겼다. 자신의 선수 경력 동안, 미나예프는 13개의 세계 기록을 세웠다.
국내적으로 미나예프는 7개의 국내 타이틀(1957~59, 1961, 1963, 1965~66)을 우승하였다. 그는 또한 3회의 유럽 선수권(1958, 1960, 1962)을 우승하기도 하였다.
미나예프는 복종의 부족함으로 알려졌다. 그는 아무 지도를 거부하고, 가끔 국가 대표팀의 훈련 기간을 놓쳤다. 결과로서 국내 챔피언임에 불구하고 1960년대 중반에 팀으로부터 제명되었다.
1966년에 은퇴하고, 고향 클린으로 귀향하기 전에 역도 감독으로 잠시 일하다가 농장과 기계 작업장들에서 일시적인 일을 하였다. 미나예프는 모스크바에서 자신의 가족과 아파트, 자동차를 남겨두고 클린의 거리들에서 노숙자로 지내다가 1993년 12월 8일에 얼어붙어 사망하였다.